# Вознесеновское сельское муниципальное образование
Вознесеновское сельское муниципальное образование — сельское поселение в Целинном районе Калмыкии. Административный центр — село Вознесеновка.

## География
Находится на юго-востоке Целинного района Калмыкии. Общая площадь в границах СМО - 66 677 га, в том числе: земли сельхозназначения - 63 826 га (пашня - 12 197 га, пастбища - 51 620 га, многолетние насаждения - 9 га)
Граничит:
- на севере с Ики-Чоносовским муниципальным образованием,
- на востоке с Улан-Эргинским муниципальным образование (Яшкульский район),
- на юге с Оргакинским муниципальным образованием (Ики-Бурульский район),
- на юге-западе с Булуктинским муниципальным образованием (Приютненский район),
- на западе и крайнем юго-западе с Элистинским городским округом.

Территории сельского муниципального образования пересекает федеральная автодорога Р216 Астрахань — Ставрополь.
Северная граница муниципального образования проходит по реке Яшкуль. Территория поселения дренируется реками Элиста (Элистинка), Аршань, Гашун-сала.

## Население
| 2002  | 2010  | 2011  | 2012  | 2013  | 2014  | 2015  |
| ----- | ----- | ----- | ----- | ----- | ----- | ----- |
| 2416  | ↘2353 | ↘2351 | ↗2353 | ↘2319 | ↗2353 | ↗2355 |
| 2016  | 2017  | 2018  | 2019  | 2020  | 2021  |       |
| ↘2352 | ↘2328 | ↗2358 | ↘2323 | ↘2317 | ↘2184 |       |

Численность постоянно проживающего населения по состоянию на 01.01.2012 года составляет -  2383 человека,   в том числе в возрасте: моложе трудоспособного - 501 чел., трудоспособного - 1399 чел., старше трудоспособного - 483 чел.
Муниципальное образование многонационально. Здесь проживают: калмыки - 471 чел. (19,7 %), русские - 1496 чел. (62,7 %), даргинцы - 297 чел. (12.4%), чеченцы - 62 чел. (2,7 %), украинцы - 20 чел. (0,9 %) и прочие национальности (арабы, белорусы,  казахи, карачаевцы, китайцы, корейцы, литовцы, молдаване, татары, туркмены, черкесы ) - 37 чел. (1,5 %).

## Состав поселения
| № | Населённый пункт | Тип населённого пункта          | Население |
| - | ---------------- | ------------------------------- | --------- |
| 1 | Вознесеновка     | посёлок, административный центр | ↗2371     |
| 2 | Гашун-Булг       | посёлок                         | ↘6        |
| 3 | Хар-Усн          | посёлок                         | ↘0        |

## Экономика
На территории  СМО осуществляют хозяйственную деятельность: 45 крестьянско-фермерских хозяйства, 76 личных подсобных хозяйств, 60 индивидуальных предпринимателей